# Zentralstelle für jüdische Auswanderung

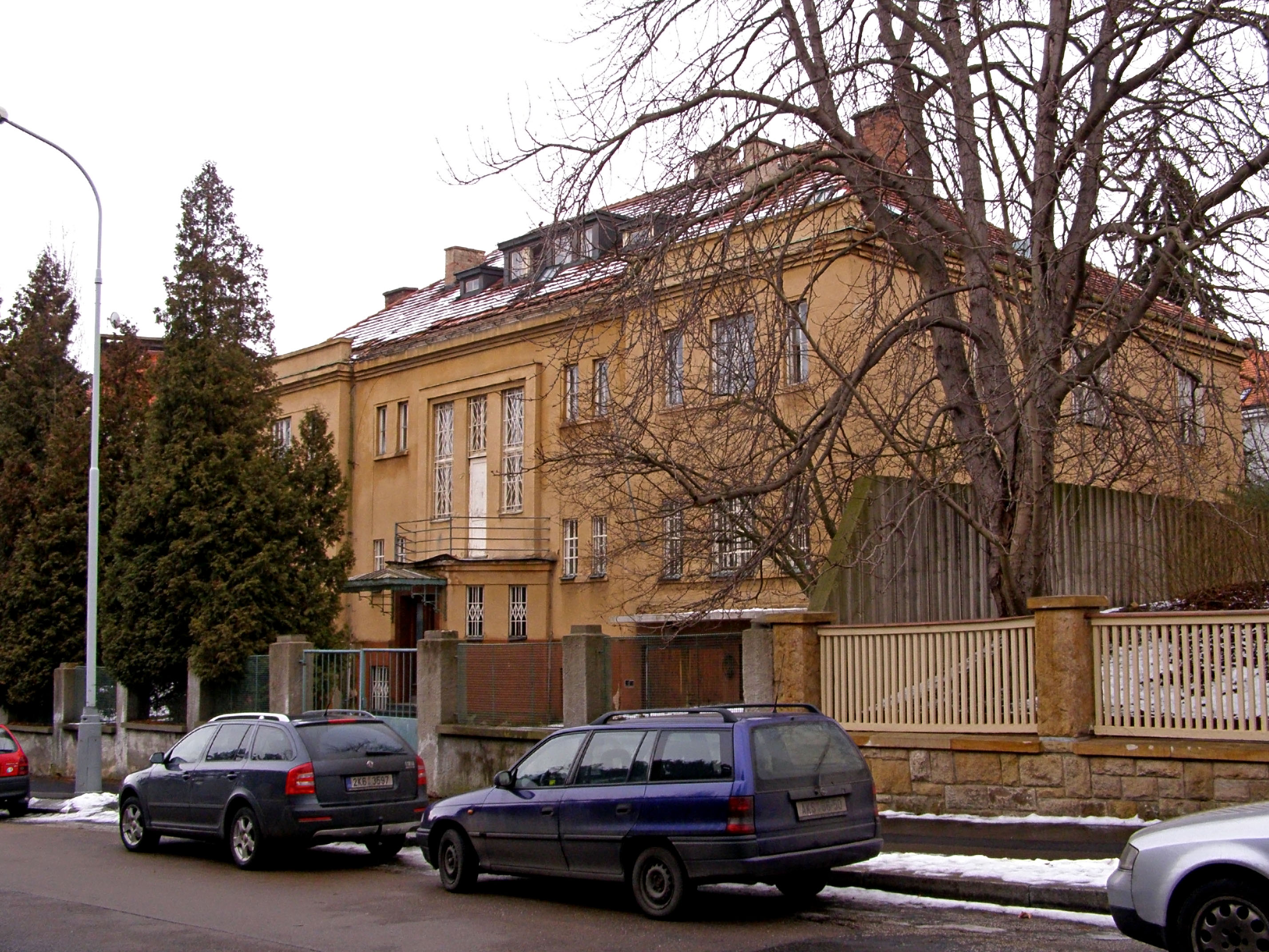
Praga, antigua oficina central para la emigración judía

La «Oficina Central para la Emigración Judía» («Zentralstelle für jüdische Auswanderung», en alemán) fue una institución de la Alemania nazi, con sedes en Viena, Praga y Ámsterdam, cuyo propósito era gestionar la marcha de los judíos de los territorios controlados por el Reich. 

## Historia
La oficina de Viena fue fundada en otoño de 1938 por Adolf Eichmann. Creó la oficina para burocratizar la salida del país de los judíos de Austria. Eichmann, esperando aumentar el porcentaje de judíos que abandonaban las zonas nazificadas, creó a tal efecto una eficiente maquinaria de gestión.
Toda organización, fuese pública o privada, que tuviese alguna relación con la emigración fue obligada a tener un representante en la Oficina. La Oficina respondía ante la Oficina del Servicio de Seguridad en Berlín. 
La Oficina pagó la emigración de los judíos tomando el dinero de judíos más ricos y usándolo para expulsar a sus iguales.
Después de la sede de Viena, Eichmann abrió otra en Praga. Eventualmente, estableció una Oficina Central para que todas las medidas en relación con la emigración pudiesen ser tomadas en un único lugar. El 24 de enero de 1939, se creó la Oficina Central del Reich para la Emigración Judía, con Reinhard Heydrich como jefe, encargado de la tarea de usar todos los recursos disponibles para promover la emigración de los judíos, de establecer una organización judía que incorporase a todos los judíos alemanes y de coordinarse con los judíos para conseguir esa emigración masiva.